# Álvaro Gestido
Pour les articles homonymes, voir Álvaro.
Álvaro Antonio Gestido Pose, né le 17 mai 1907 à Montevideo et mort le 18 janvier 1957 à Santa Clara de Olimar, est un joueur de football uruguayen. 
Joueur emblématique de Peñarol avec lequel il amasse nombre de trophées, il remporte avec l'Uruguay les Jeux olympiques en 1928 puis la Coupe du monde en 1930.

## Carrière
Natif de Montevideo, Álvaro Gestido fait ses études à l'École militaire, où il découvre le football et joue en Liga Universitaria en français : « Ligue universitaire ». Le Club Atlético Peñarol affirme qu'il prend sa première licence au club en 1922, mais d'autres sources indiquent qu'il commence sa carrière de footballeur au Charley FC, où il joue en 1925. En 1926 ou 1928, il fait ses débuts au Club Atlético Peñarol, un des principaux clubs d'Uruguay. Il y occupe le côté gauche du terrain, comme milieu ou défenseur. Il remporte avec les Aurinegros le championnat d'Uruguay à sept reprises (en 1928 et 1929 en amateur, puis en 1932, 1935, 1936, 1937 et 1938 en professionnel), ainsi que le championnat Rioplatense face au champion d’Argentine, Huracán, en 1928. 
Il connaît sa première sélection en équipe d'Uruguay (championne olympique en titre) le 14 juillet 1927. En treize ans de sélections, il va amasser un palmarès considérable en remportant notamment la médaille d'or olympique en 1928 et la Coupe du monde de 1930, mais aussi la Copa Lipton en 1927 et 1929 et la Copa Newton en 1929 et 1930. Il est titulaire lors des deux finales de 1928, où il forme avec Lorenzo Fernández et Gildeón Silva une défense particulièrement hermétique, puis lors de celle de 1930. 
Après 1930 il joue moins en équipe nationale, manquant notamment les championnats sud-américains de 1935, 1937 et 1939. Il connaît en dix saisons douze apparitions officielles avec la Celeste. Il honore le 15 août 1940 sa 26e et dernière sélection officielle (il en compte 35 au total), et arrête sa carrière sportive avec Peñarol en 1941 après un match de prestige face au River Plate. En 1944, en l'absence de plusieurs joueurs et notamment d'Obdulio Varela, il accepte de revenir le temps de deux matchs de Torneo Competencia. Son attitude lui vaut d'être élu par l'assemblée des socios du club « Socio Honorario y Caballero del Deporte » en français : « Socio honoraire et Chevalier des sports ». 
Il meurt prématurément le 18 janvier 1957, à 49 ans. Son frère aîné, le général Óscar Diego Gestido (1901-1967), est président de l’Uruguay en 1967.

## Clubs
- Peñarol : première licence en 1922, équipe première de 1928 (ou 1926) à 1941, intérim en 1944
- Charley FC : 1925 ?